# نادي اليرموك (الكويت)
نادي اليرموك الرياضي ، نادي رياضي كويتي، تأسس في عام 28 فبراير 1965 في جزيرة فيلكا، وهو النادي الوحيد الذي كان في فيلكا، أنجب العديد من اللاعبين المميزين من أمثال جواد خلف وفايز مرزوق و مرضي مرزوق و معجب الجاركي وسلمان خلف ومحمد بلاش وسعد فرحان وسهيل صالح ومحمد عثمان واحمد شهاب الصفي والراحل عبد الله شهاب الصفي ومنهم أيضا اللاعبين الحديثين هم حسين المكيمي وجمعان وبسام العازمي وكثيرين اخرين. فاز النادي بكأس الأمير مرتين، في عام 1970 وفي عام 1973، وفي عام 2003 فاز النادي بكأس شووت التنشيطية بعد تغلبهم على نادي الكويت بهدف مقابل لا شيء.
و في عام 2005 طالب أعضاء مجلس إدارة نادي اليرموك بتغيير اسم النادي إلى اسم الجزيرة، ولكن لم تتم الاجراءات القانونية المطلوبة لمثل هذه الحالات حسب كتاب الهيئة العامة للشباب والرياضة بحجة أنه كان في السابق نادي اسمه الجزيرة وقد أوقف ترخيصه.

## تاريخ النادي
مع بداية الستينات من القرن الماضي وبالتحديد في عام 1963 رأى رؤساء الفرق والأندية الرياضية والأهلية في جزيرة فيلكا إنشاء ناد رياضي كبير يضم جميع اللاعبين والإداريين التابعين لتلك الفرق والنوادي الصغيرة، وعرضوا الفكرة على وزارة الشؤون الاجتماعية والعمل فرحبت الوزارة بهذا الاقتراح وأيدته فطلبت منهم اختيار اسم وشعار لهذا النادي وعرض أسماء الذين يرغبون في تأسيسه، وتدارس الرياضيون الأمر فيما بينهم ووقع الاختيار على أن يكون اسم النادي هو: نادي اليرموك الرياضي تيمنا بمعركة اليرموك الإسلامية الشهيرة واختير له شعار عبارة عن مجسم لأحد الأعمدة الأثرية التي عثر عليها في القلعة اليونانية، و التي هي من أهم اثار جزيرة فيلكا التاريخية، وشكل مجلس إدارة النادي من عدد من الرياضيين والإداريين وعرضت أسماء المؤسسين على وزارة الشؤون وفي 7 مارس 1965 أشهر النادي رسميا، وبعد عدة سنوات إنتقل مقره إلى مدينة الكويت وبالتحديد في منطقة الدعية وأخيرا استقر في مبناه الحالى الكبير في منطقة مشرف مما أتاح له التوسع أكثر في أغلب الألعاب الرياضية.

## إنجازاته
- كأس الأمير مرتين: 1969/1970، 1972/1973.
- دوري الدرجة الأولى الكويتي مرتين: 1968/1967، 1989/1988.
- كأس الاتحاد الكويتي مرة واحدة: 2003/2002.
- الدوري المشترك الكويتي مرتين: 1973/1972، 1974/1973.

## تشكيلة الفريق الحالية
- آخر تحديث: 1 سبتمبر 2015.

ملاحظة: تشير الأعلام إلى المنتخب بحسب قواعد الأهلية المعتمدة من قبل الفيفا؛ تنطبق بعض الاستثناءات المحدودة. وقد يحمل اللاعبون أكثر من جنسية لا تعترف بها الفيفا.
| الرقم | البلد  | المركز | اللاعب         |
| ----- | ------ | ------ | -------------- |
| 1     | الكويت | حارس   | صالح مهدي      |
| 2     | الكويت | وسط    | هاشم عدنان     |
| 3     | الكويت | مدافع  | محمد الغريب    |
| 6     | الكويت | مدافع  | عزيز الفيلكاوي |
| 8     | الكويت | مهاجم  | عذبي شهاب      |
| 11    | الكويت | وسط    | محمد جاسم      |
| 12    | الكويت | مدافع  | حمد حمود       |
| 13    | الكويت | حارس   | فيصل المكيمي   |
| 15    | الكويت | وسط    | مهند الأنصاري  |
| 20    | الكويت | مدافع  | صالح العلي     |

| الرقم | البلد    | المركز | اللاعب          |
| ----- | -------- | ------ | --------------- |
| 25    | الكويت   | وسط    | مبارك البناي    |
| 28    | الكويت   | مدافع  | بدر السليم      |
| 30    | الكويت   | وسط    | عيسى بارون      |
| 32    | الكويت   | مهاجم  | يوسف نجف        |
| 33    | الكويت   | وسط    | ناصر الفيلكاوي  |
| 39    | الكويت   | مدافع  | عبدالله أشكناني |
| 40    | الكويت   | مدافع  | فهد الحمدان     |
| 42    | الكويت   | وسط    | عبدالله دشتي    |
| 47    | الكويت   | وسط    | حمد الزيدان     |
| 77    | البرازيل | مهاجم  | بيريتو          |

## أبرز لاعبين النادي
- إبراهيم علي الأنصاري
- عماد البحر
- جمعان العازمي
- جواد خلف
- بسام العازمي
- حسين المكيمي
- جابر السعد
- مالك القلاف
- يعقوب الطاهر
- حميد مال الله
- فهد البلوشي
- بدر المريفع
- علي جوهر

## مدربين أشرفوا على الفريق الأول
- 2001/2002 صالح زكريا
- 2003/2004 لويس كارلوس
- 2004/2005 خليل إبراهيم
- 2007/2008 غوران جوفانوفيتش
- 2008\2009 ياروسلاف غورتلر
- 2011/2012 أحمد عبد الحميد
- 2012/2013 علي الضاحي

## المصدر
- موقع كورة